# حديقة جزر جنوب كمبرلاند الوطنية
جزر جنوب كمبرلاند هي حديقة وطنية في ولاية كوينزلاند، أستراليا، 831 كم شمال غرب بريزبان.